# 甯武子
甯俞（？—？），姬姓，甯氏，名俞，谥武，即甯武子，中國春秋時期衛國的卿。
前632年，城濮之戰後，衛成公逃往楚國，命大夫元咺奉弟弟叔武参加践土之盟。有人向衛成公告發元咺立叔武爲君，甯武子奉衛成公回國後，前驱射杀叔武，元咺逃到晋國。元咺向晋文公与衛成公争訟，甯武子爲衛成公辯護，失败。衛成公被晋國囚禁在周都洛邑，因甯武子忠誠，赦免了他。元咺回衛國，立公子瑕。前630年，晋文公要毒杀衛成公，甯武子买通医師，得免。在魯僖公的斡旋下，周襄王和晋文公释放了衛成公。
公子瑕和元咺被衛國大夫周颛、治廑所杀。前629年，衛成公遷都帝丘，夢見康叔説相（帝丘是夏朝相之都）奪他的祭祀，就要祭祀相，被甯武子勸阻。前623年，甯武子到魯國聘问，魯文公爲他賦詩《湛露》《彤弓》，而甯武子“不辞，又不答賦”。文公派使者私下探问。甯武子回答説：“下臣以爲是在練习演奏的。从前诸侯去京師向天子朝賀，天子設宴奏乐，在这个時候賦《湛露》這首詩，表示天子當日，诸侯當露。诸侯徵伐之胜而獻其功，天子則因此而赐之弓矢，又爲歌《彤弓》以表彰功。現在陪臣前来继续過去的友好，哪里敢触犯大禮来自取罪過？”